# Aname tigrina
Aname tigrina är en spindelart som beskrevs av Raven 1985. Aname tigrina ingår i släktet Aname och familjen Nemesiidae.
Artens utbredningsområde är Queensland. Inga underarter finns listade i Catalogue of Life.